# Варма, Александер
Александр Варма (эст. Aleksander Warma; 22 июня 1890, Вийнисту, Ревельский уезд, Эстляндская губерния, Российская империя — 23 декабря 1970, Стокгольм) — эстонский государственный и дипломатический деятель, премьер-министр c полномочиями президента Эстонии в изгнании (29 марта 1963 — 23 декабря 1970), исполняющий обязанности премьер-министра правительства Эстонии в изгнании (1962—1963), министр иностранных дел Эстонии в изгнании (1953—1962), министр юстиции Эстонии в изгнании (1953—1962). Офицер ВМФ Российской империи и Эстонии.

## Биография
Обучался в мореходных школах Кясму и Нарвы, получил свидетельство капитана дальнего плавания в Риге.
Во время Первой мировой войны служил на Балтийском флоте ВМФ Российской империи. В 1916 году сдал экзамен на чин прапорщика флота.
С 1919 года служил в ВМС Эстонии. Участник Эстонской освободительной войны. В 1919—1920 годах был начальником штаба ВМС Эстонии.
После окончания войны — командир военного корабля «Amardus».
В 1920—1924 годах изучал право в Тартуском университете, с 1928 года — магистр права.
В 1924—1926 годах работал в юридическом отделе военного министерства. В 1926 году Варма ушел в отставку с должности лейтенанта-коммандера.
В 1926—1927 гг. был директором юридического бюро Министерства иностранных дел Эстонии, в 1927—1931 гг. — директор административного департамента Министерства иностранных дел Эстонии, в 1931—1933 гг. — советник Эстонского представительства в Москве, в 1933—1938 гг. — генеральный консул в Ленинграде, в 1938—1939 гг. — посол Эстонии в Литве, в 1939—1944 гг. — в Финляндии.
В 1953—1962 гг. занимал пост министра иностранных дел, одновременно был исполняющим обязанности министра юстиции Эстонии (1962—1963).
В 1962—1963 гг. исполнял обязанности премьер-министра эстонского правительства в изгнании. Премьер-министр Варма исполнял обязанности Президента Эстонской Республики с 29 марта 1963 по 23 декабря 1970 г.
С 1964 года был также эстонским послом в Париже. Некоторое время был редактором газеты «Teataja».
23 декабря 1970 года умер в Стокгольме. 25 августа 2002 года был перезахоронен на кладбище Метсакальмисту в Таллине.

## Награды
- Георгиевский крест 3 степени (1915)
- Крест Свободы 3 класса 1 степени (1920)
- Орден Трёх звёзд (1931)
- Орден Белой розы Финляндии(1931)
- Орден Белой звезды 2 класса (1938)